# Turdus ignobilis
El zorzal piquinegro (Turdus ignobilis), también denominado tordo de pico negro, mirlo piconegro, mayo embarrador o ucuato, es una especie de ave paseriforme de la familia Turdidae perteneciente al numeroso género Turdus. Es nativo de  Sudamérica.

## Distribución y hábitat
Se encuentra en Bolivia, Brasil, Colombia, Ecuador, Perú, y Venezuela.
Sus hábitats naturales son las selvas húmedas tropicales y subtropicales de regiones bajas además de las zonas arbustivas. También puede vivir en los antiguos bosques degradados.

## Descripción
Mide en promedio 24 cm de longitud. Plumaje  marrón oscuro en el dorso, cola alas y parte superior de la cabeza; garganta blancuzca con líneas oscuras estrechas, que se hacen castañas a oliváceas en el pecho, vientre y coberteras.

## Alimentación
Se alimentan de nueces, frutos y larvas de insectos.

## Reproducción
Se aparean en mayo. La hembra pone dos huevos azules con manchas marrón; la incubación dura 12 a 15 días. Ambos padres alimentan a los polluelos.

## Taxonomía
Las especies Turdus arthuri y Turdus murinus fueron tradicionalmente consideradas como subespecies de la presente, pero estudios filogenéticos conducidos en los años 2010 concluyeron que T. murinus es pariente muy distante de T. ignobilis, y que T. arthuri, a pesar de más próxima, también es distante, adicionalmente la separación de arthuri se justifica debido a la simpatría sin intergradación con la subespecie T. ignobilis debilis en dos localidades de Colombia. La separación de las dos especies fue reconocida en la Propuesta No 814 al Comité de Clasificación de Sudamérica (SACC) en marzo de 2019.

### Subespecies
Según la clasificación Clements Checklist/eBird v.2021 se reconocen tres subespecies, con su correspondiente distribución geográfica:
- Grupo politípico ignobilis:
  - Turdus ignobilis ignobilis P.L. Sclater, 1858 – Andes centrales y orientales de Colombia.
  - Turdus ignobilis goodfellowi Hartert & Hellmayr, 1901 – valle del Cauca y pendiente occidental de los Andes occidentales de Colombia.

- Turdus ignobilis debilis Hellmayr, 1902 – del este de Colombia al oeste de  Venezuela, noroeste de Brasil, este de Perú y norte de Bolivia.

Las clasificaciones Aves del Mundo (HBW) y Birdlife International consideran a Turdus debilis como una especie separada y no reconocen a T. murinus como especie plena, lo que es contestado por los estudios de Avendaño et al. (2017) que demuestran que las tres subespecies de T. ignobilis forman un clado robusto.